# Oreodera zikani
Oreodera zikani es una especie de escarabajo de la familia Cerambycidae. Descrito por Melzer en 1930 es una de las 116 especies del género Oreodera, conocidas comúnmente como escarabajos de cuernos largos de cara plana.

## Descripción
Mide 13-14 milímetros de longitud.

## Distribución
Se distribuye por Brasil.